# Copa Confederación de la CAF 2023-24
La Copa Confederación de la CAF 2023-24, llamada Total Energies CAF Confederation Cup 2023-24 por razones de patrocinio, fue la 21.ª edición del segundo torneo de fútbol a nivel de clubes más importante de África organizado por la Confederación Africana de Fútbol. 
El campeón Zamalek de Egipto se enfrentara al Al-Ahly del mismo país, campeón de la Liga de Campeones de la CAF 2023-24, en la Supercopa de la CAF 2024.

## Equipos
| Asociación                      | Clasificación (Pts) | Equipo                | Método de calificación                           |
| ------------------------------- | ------------------- | --------------------- | ------------------------------------------------ |
| Marruecos                       | 1 (194)             | FUS Rabat             | 3.er lugar Botola 2022-23                        |
| Marruecos                       | 1 (194)             | Berkane               | Campeón de la Copa del Trono 2022                |
| Egipto                          | 2 (176)             | Zamalek               | 3.er lugar Liga Premier de Egipto 2022-23        |
| Egipto                          | 2 (176)             | Future                | 4.to lugar Liga Premier de Egipto 2022-23        |
| Argelia                         | 3 (115)             | USM Alger             | Campeón defensor                                 |
| Argelia                         | 3 (115)             | ASO Chlef             | Campeón de la Copa de Argelia 2022-23            |
| Túnez                           | 4 (113)             | Club Africain         | 3.er lugar Liga Profesional de Túnez 2022-23     |
| Túnez                           | 4 (113)             | Olympique de Béjà     | Campeón de la Copa de Túnez 2022-23              |
| Sudáfrica                       | 5 (109.5)           | SuperSport United     | 3.er lugar Premier Soccer League 2022-23         |
| Sudáfrica                       | 5 (109.5)           | Sekhukhune United     | Subcampeón de la Nedbank Cup 2022-23             |
| República Democrática del Congo | 6 (63)              | Éloi Lupopo           | 3.er lugar Linafoot 2022-23                      |
| Angola                          | 7 (46)              | Sagrada Esperança     | 3.er lugar Girabola 2022-23                      |
| Angola                          | 7 (46)              | Petro do Lobito       | Subcampeón de la Copa de Angola 2022-23          |
| Sudán                           | 8 (33.5)            | Hay Al-Arab SC        | 3.er lugar Primera División de Sudán 2023        |
| Sudán                           | 8 (33.5)            | Haidoub FC            | Campeón de la Copa de Sudán 2023                 |
| Libia                           | 9 (33)              | Al-Hilal SC           | 3.er lugar Liga Premier de Libia 2022-23         |
| Libia                           | 9 (33)              | Abu Salem SC          | 4.to lugar Liga Premier de Libia 2022-23         |
| Guinea                          | 10 (31)             | Milo FC               | 3.er lugar Campeonato Nacional de Guinea 2022-23 |
| Guinea                          | 10 (31)             | Académie SOAR         | 4.to lugar Campeonato Nacional de Guinea 2022-23 |
| Tanzania                        | 11 (30.5)           | Azam FC               | 3.er lugar Liga tanzana de fútbol 2022-23        |
| Tanzania                        | 11 (30.5)           | Singida Fountain Gate | 4.to lugar Liga tanzana de fútbol 2022-23        |
| Nigeria                         | 12 (26)             | Rivers United         | 3.er lugar Liga Premier de Nigeria 2022-23       |
| Nigeria                         | 12 (26)             | Bendel Insurance      | Campeón de la Copa de Nigeria 2022-23            |

| Asociación        | Clasificación (Pts) | Equipo                        | Método de calificación                           |
| ----------------- | ------------------- | ----------------------------- | ------------------------------------------------ |
| Zambia            | 13 (24.5)           | MUZA                          | Subcampeón Primera División de Zambia 2022-23    |
| Senegal           | 15 (12)             | Casa Sports                   | Ganador de la Copa de Senegal 2022-23            |
| Costa de Marfil   | 16 (10.5)           | AFAD Djékanou                 | Finalista de la Copa de Costa de Marfil 2022-23  |
| Congo             | 17 (8)              | Diables Noirs                 | Subcampeón de la Primera División del Congo 2023 |
| Botsuana          | 18 (6)              | Gaborone United               | Ganador Copa Desafío de Botsuana 2023            |
| Kenia             | 19 (5)              | Kakamega Homeboyz             | Ganador Copa de Kenia 2023                       |
| Suazilandia       | 21 (3.5)            | Young Buffaloes Football Club | Subcampeón MTN Premier League                    |
| Malí              | 21 (3.5)            | Stade Malien                  | Campeón Copa de Malí 2022–23                     |
| Burkina Faso      | 23 (3)              | Salitas                       | Campeón Liga Premier de Burkina Faso 2022-23     |
| Níger             | 24 (2.5)            | AS Douanes Niamey             | Campeón Copa de Níger 2023                       |
| Ghana             | 24 (2.5)            | Dreams                        | Campeón Copa de Ghana 2023                       |
| Ruanda            | 26 (2)              | Rayon Sport FC                | Campeón Copa de Ruanda 2023                      |
| Uganda            | 26 (2)              | KCCA                          | Subcampeón Liga Premier de Uganda 2022-23        |
| Mauritania        | 28 (1.5)            | AS Douanes Nouakchott         | Campeón Copa de Mauritania 2022-23               |
| Benín             | 28 (1.5)            | ESAE                          | Subcampeón de la Premier League de Benín 2022/23 |
| Mozambique        | 30 (1)              | Ferroviário de Maputo         | Campeón Copa de Mozambique 2023                  |
| Togo              | 30 (3)              | ASC Kara                      | Subcampeón Campeonato nacional de Togo 2022-23   |
| Burundi           | —                   | Aigle Noir Makamba FC         | Campeón Copa de Burundi 2023                     |
| Comoras           | —                   | FC Belle Lumière              | Campeón Copa de las Comoras 2023                 |
| Yibuti            | —                   | Arta/Solar7                   | Campeón Copa de Yibuti 2023                      |
| Guinea Ecuatorial | —                   | Cano Sport Academy            | Ganador Copa Ecuatoguineana 2022-23              |
| Etiopía           | —                   | Bahir Dar Kenema FC           | Subcampeón Liga etíope de fútbol 2022–23         |
| Liberia           | —                   | Watanga FC                    | Campeón Copa de Liberia 2022                     |
| Madagascar        | —                   | ASSM Elgeco Plus              | Campeón Copa de Madagascar 2023                  |
| Seychelles        | —                   | La Passe FC                   | Ganador Copa de Seychelles 2023                  |
| Sierra Leona      | —                   | Kallon FC                     | Ganador Copa de Sierra Leona 2023                |
| Somalia           | —                   | Horseed FC                    | Ganador Copa de Somalia 2022-23                  |
| Sudán del Sur     | —                   | Al-Merreikh Juba              | Campeón Copa de Sudán del Sur 2023               |
| Zanzíbar          | —                   | JKU SC                        | Campeón Copa de Zanzíbar 2023                    |

Asociaciones que no participaron de esta edición
- Camerún
- Chad
- Eritrea
- Cabo Verde
- República Centroafricana
- Gabón
- Gambia
- Guinea-Bisáu
- Mauricio
- Malaui
- Namibia
- Santo Tomé y Príncipe
- Lesoto
- Reunión
- Zimbabue

## Calendario
| Fase              | Ronda             | Fecha del sorteo  | Partido de ida           | Partido de vuelta       |
| ----------------- | ----------------- | ----------------- | ------------------------ | ----------------------- |
| Clasificación     | Primera Ronda     | 2023              | 20 de agosto de 2023     | 27 de agosto de 2023    |
| Clasificación     | Segunda ronda     | 2023              | 17 de septiembre de 2023 | 1 de octubre de 2023    |
| Clasificación     | Ronda de play-off | octubre de 2023   | 22 de octubre de 2023    | 29 de octubre de 2023   |
| Fase de grupos    | Fecha 1           | noviembre de 2023 | 3 de diciembre de 2023   | 3 de diciembre de 2023  |
| Fase de grupos    | Fecha 2           | noviembre de 2023 | 10 de diciembre de 2023  | 10 de diciembre de 2023 |
| Fase de grupos    | Fecha 3           | noviembre de 2023 | 20 de diciembre de 2023  | 20 de diciembre de 2023 |
| Fase de grupos    | Fecha 4           | noviembre de 2023 | 11 de febrero de 2024    | 11 de febrero de 2024   |
| Fase de grupos    | Fecha 5           | noviembre de 2023 | 18 de febrero de 2024    | 18 de febrero de 2024   |
| Fase de grupos    | Fecha 6           | noviembre de 2023 | 28 de febrero de 2024    | 28 de febrero de 2024   |
| Fase Eliminatoria | Cuartos de final  | marzo de 2024     | 17 de marzo de 2024      | 31 de marzo de 2024     |
| Fase Eliminatoria | Semifinales       | marzo de 2024     | 14 de abril de 2024      | 21 de abril de 2024     |
| Fase Eliminatoria | Final             | marzo de 2024     | mayo de 2024             | mayo de 2024            |

## Ronda de Clasificación

### Primera ronda
| Equipo 1              | Agr.         | Equipo 2          | Ida | Vuelta |
| --------------------- | ------------ | ----------------- | --- | ------ |
| Bendel Insurance      | 1-1 (4-3 p.) | ASO Chlef         | 1–0 | 1-0    |
| FUS Rabat             | 5–0          | ESAE              | 3–0 | 2–0    |
| Casa Sports           | 1-1 (v.)     | EF Ouagadougou    | 1-1 | 0-0    |
| Arta/Solar7           | 6-0          | Horseed           | 3–0 | 3–0    |
| Singida Fountain Gate | 4-3          | JKU               | 4–1 | 0-2    |
| Bahir Dar Kenema      | 3–3 (4-3 p.) | Azam              | 2–1 | 1–2    |
| Olympique Béja        | 0–1          | Abu Salim         | 0–1 | 0–0    |
| Kakamega Homeboyz     | 1-4          | Al Hilal Benghazi | 0–0 | 1-4    |
| Sekhukhune United     | w.o.         | Young Buffaloes   | -   | -      |
| Cano Sport            | 1–4          | MUZA              | 1–1 | 0–3    |
| Ferroviário de Maputo | w.o.         | FC Belle Lumière  | -   | -      |
| Gaborone United       | 3-2          | Elgeco Plus       | 0–1 | 3-1    |
| AS Douanes Mauritania | 2-2 (v.)     | Académie SOAR     | 2–2 | 0–0    |
| ASC Kara              | 1-2          | AFAD Djékanou     | 0–0 | 1–2    |
| Milo FC               | 2-3          | Dreams FC         | 1–1 | 1-2    |
| AS Douanes Niger      | w.o.         | Kallon            | -   | -      |
| Watanga               | 2-7          | Stade Malien      | 1–3 | 1–4    |
| Hay Al Arab           | w.o.         | Aigle Noir        | -   | -      |
| Haidoub               | 0-1          | Al-Merreikh Juba  | 0–1 | 0–0    |
| Académica do Lobito   | 4-3          | La Passe          | 2–1 | 2–2    |

### Segunda ronda
| Equipo 1              | Agr.         | Equipo 2            | Ida | Vuelta |
| --------------------- | ------------ | ------------------- | --- | ------ |
| Bendel Insurance      | 2–3          | RS Berkane          | 2–2 | 0–1    |
| FUS Rabat             | 1–1 (v.)     | USM Alger           | 1–1 | 0–0    |
| EF Ouagadougou        | 0–2          | Rivers United       | 0–0 | 0–2    |
| Arta/Solar7           | 3–4          | Zamalek             | 2–0 | 1–4    |
| Singida Fountain Gate | 2–4          | Future              | 1–0 | 1–4    |
| Bahir Dar Kenema      | 2–3          | Club Africain       | 2–0 | 0–3    |
| Abu Salim             | 5–4          | KCCA                | 3–1 | 2–3    |
| Al Hilal Benghazi     | 2–2 (4–2 p.) | Rayon Sports        | 1–1 | 1–1    |
| Sekhukhune United     | 4–2          | Saint Éloi Lupopo   | 3–1 | 1–1    |
| MUZA                  | 1–4          | Diables Noirs       | 1–2 | 0–2    |
| Ferroviário de Maputo | 4–5          | Sagrada Esperança   | 1–0 | 3–5    |
| Gaborone United       | 1–4          | SuperSport United   | 1–1 | 0–3    |
| Académie SOAR         | 3–2          | AFAD Djékanou       | 1–2 | 2–0    |
| Dreams FC             | 3–2          | Kallon              | 2–1 | 1–1    |
| Stade Malien          | 3–3 (v.)     | Aigle Noir          | 2–0 | 1–3    |
| Al-Merreikh Juba      | 0–3          | Académica do Lobito | 0–0 | 0–3    |

## Fase de grupos
El sorteo de la fase de grupos se realizó en 6 de octubre de 2023 en la sede de la CAF en Johannesburgo, Sudáfrica. Los 16 ganadores de la segunda ronda de las fases de clasificación se dividirán en cuatro grupos de cuatro.
Los equipos serán clasificados según su desempeño en las competiciones de la CAF durante las cinco temporadas anteriores ( los puntos del ranking de 5 años de la CAF se muestran junto a cada equipo). Cada grupo contendrá un equipo de cada uno de los Bombos 1, Bombo 2, Bombo 3 y Bombo 4, y cada equipo será asignado a las posiciones de su grupo de acuerdo con su bombo.
Los 16 equipos clasificados se dividen en cuatro grupos de cuatro equipos cada uno, sin restricción de equipos de una misma asociación.
En cada grupo, los equipos juegan unos contra otros en casa y fuera en un formato de todos contra todos. Los ganadores de grupo y los subcampeones avanzan a la ronda de cuartos de final. En cursiva los equipos debutantes.
| Bombo 1 | Bombo 1       | Bombo 1 | Bombo 2 | Bombo 2           | Bombo 2 | Bombo 3 | Bombo 3           | Bombo 3 | Bombo 3 | Bombo 3             | Bombo 3 |
| n.º.    | Equipo        | Pts     | n.º.    | Equipo            | Pts     | n.º.    | Equipo            | Pts     | n.º.    | Equipo              | Pts     |
| ------- | ------------- | ------- | ------- | ----------------- | ------- | ------- | ----------------- | ------- | ------- | ------------------- | ------- |
| 6       | Zamalek       | 39      | 41      | Diables Noirs     | 5.0     | SR      | Stade Malien      | n/a     | SR      | Dreams              | n/a     |
| 7       | RS Berkane    | 37      | 49      | Sagrada Esperança | 4.0     | SR      | SuperSport United | n/a     | SR      | Al Hilal Benghazi   | n/a     |
| 15      | USM Alger     | 27      | 57      | Future            | 2.5     | SR      | Abu Salim         | n/a     | SR      | Sekhukhune United   | n/a     |
| 30      | Rivers United | 10      | 65      | Club Africain     | 2.0     | SR      | Académie SOAR     | n/a     | SR      | Académica do Lobito | n/a     |

Nota: Equipos ordenados por fecha de clasificación.

### Grupo A
| Pos. | Equipo            | Pts. | PJ | G | E | P | GF | GC | Dif. | Clasificación    |     | USM | FUT | HIL | SSU |
| ---- | ----------------- | ---- | -- | - | - | - | -- | -- | ---- | ---------------- | --- | --- | --- | --- | --- |
| 1    | USM Alger         | 13   | 6  | 4 | 1 | 1 | 8  | 3  | +5   | Cuartos de Final |     | —   | 1-0 | 2-0 | 2-1 |
| 2    | Future            | 11   | 6  | 3 | 2 | 1 | 9  | 3  | +6   | Cuartos de Final |     | 0-0 | —   | 5-0 | 1-0 |
| 3    | Al Hilal Benghazi | 6    | 6  | 2 | 0 | 4 | 6  | 13 | −7   |                  |     | 2-1 | 1-2 | —   | 2-1 |
| 4    | SuperSport United | 4    | 6  | 1 | 1 | 4 | 5  | 9  | −4   |                  | 0-2 | 1-1 | 2-1 | —   |     |

 Fuente: CAF
Criterios de clasificación: 

### Grupo B
| Pos. | Equipo            | Pts. | PJ | G | E | P | GF | GC | Dif. | Clasificación    |     | ZSC | ABS | GDS | SOA |
| ---- | ----------------- | ---- | -- | - | - | - | -- | -- | ---- | ---------------- | --- | --- | --- | --- | --- |
| 1    | Zamalek           | 16   | 6  | 5 | 1 | 0 | 11 | 1  | +10  | Cuartos de final |     | —   | 1-0 | 1-0 | 3-0 |
| 2    | Abu Salim         | 9    | 6  | 3 | 0 | 3 | 5  | 6  | −1   | Cuartos de final |     | 0-1 | —   | 1-0 | 1-0 |
| 3    | Sagrada Esperança | 8    | 6  | 2 | 2 | 2 | 5  | 2  | +3   |                  |     | 0-0 | 3-0 | —   | 2-0 |
| 4    | Académie SOAR     | 1    | 6  | 0 | 1 | 5 | 0  | 12 | −12  |                  | 0-4 | 0-2 | 0-0 | —   |     |

 Fuente: CAF
Criterios de clasificación: 

### Grupo C
| Pos. | Equipo              | Pts. | PJ | G | E | P | GF | GC | Dif. | Clasificación    |     | DFC | RIV | CAF | APL |
| ---- | ------------------- | ---- | -- | - | - | - | -- | -- | ---- | ---------------- | --- | --- | --- | --- | --- |
| 1    | Dreams FC           | 12   | 6  | 4 | 0 | 2 | 11 | 7  | +4   | Cuartos de final |     | —   | 2-1 | 1-0 | 4-0 |
| 2    | Rivers United       | 12   | 6  | 4 | 0 | 2 | 10 | 8  | +2   | Cuartos de final |     | 2-1 | —   | 1-0 | 3-0 |
| 3    | Club Africain       | 10   | 6  | 3 | 1 | 2 | 9  | 4  | +5   |                  |     | 2-0 | 3-0 | —   | 1-1 |
| 4    | Académica do Lobito | 1    | 7  | 0 | 1 | 6 | 17 | 0  | +17  |                  | 2-3 | 2-3 | 1-3 | —   |     |

 Fuente: CAF
Criterios de clasificación: 

### Grupo D
| Pos. | Equipo            | Pts. | PJ | G | E | P | GF | GC | Dif. | Clasificación    |     | RSB | SMA | SEU | DBL |
| ---- | ----------------- | ---- | -- | - | - | - | -- | -- | ---- | ---------------- | --- | --- | --- | --- | --- |
| 1    | RS Berkane        | 14   | 6  | 4 | 2 | 0 | 10 | 2  | +8   | Cuartos de final |     | —   | 3-0 | 2-0 | 2-0 |
| 2    | Stade Malien      | 10   | 6  | 3 | 1 | 2 | 6  | 6  | 0    | Cuartos de final |     | 1-2 | —   | 1-0 | 1-0 |
| 3    | Sekhukhune United | 6    | 6  | 1 | 3 | 2 | 2  | 4  | −2   |                  |     | 0-0 | 0-0 | —   | 2-1 |
| 4    | Diables Noirs     | 2    | 6  | 0 | 2 | 4 | 3  | 9  | −6   |                  | 1-1 | 1-3 | 0-0 | —   |     |

 Fuente: CAF
Criterios de clasificación: 

## Sorteo
La CAF confirmó que el sorteo de cuartos de final de la Copa Confederación CAF TotalEnergies se llevó a cabo el martes 12 de marzo de 2024 en El Cairo, Egipto, a las 14:00 hora de El Cairo (12:00 GMT).

### Equipos clasificados
| Grupo | Primeros   | Segundos      |
| ----- | ---------- | ------------- |
| A     | USM Alger  | Future        |
| B     | Zamalek    | Abu Salim     |
| C     | Dreams FC  | Rivers United |
| D     | RS Berkane | Stade Malien  |

### Cuadro de desarrollo
|  | Cuartos de final | Cuartos de final | Cuartos de final | Cuartos de final |   |           | Semifinales | Semifinales | Semifinales | Semifinales |  |            | Final | Final | Final | Final |  |
|  |                  |                  |                  |                  |   |           |             |             |             |             |  |            |       |       |       |       |  |
|  |                  |                  |                  |                  |   |           |             |             |             |             |  |            |       |       |       |       |  |
|  | Rivers United    | 1                | 0                | 1                |   |           |             |             |             |             |  |            |       |       |       |       |  |
|  | Rivers United    | 1                | 0                | 1                |   |           |             |             |             |             |  |            |       |       |       |       |  |
|  | USM Alger        | 0                | 2                | 2                |   |           |             |             |             |             |  |            |       |       |       |       |  |
|  | USM Alger        | 0                | 2                | 2                |   | USM Alger | 0           | 0           | 0           |             |  |            |       |       |       |       |  |
|  |                  |                  |                  |                  |   | USM Alger | 0           | 0           | 0           |             |  |            |       |       |       |       |  |
|  |                  |                  | RS Berkane       | 3                | 3 | 6         |             |             |             |             |  |            |       |       |       |       |  |
|  | Abu Salim        | 0                | RS Berkane       | 3                | 3 | 6         | 2           | 2           |             |             |  |            |       |       |       |       |  |
|  | Abu Salim        | 0                |                  |                  |   |           |             |             |             |             |  |            |       |       |       |       |  |
|  | RS Berkane       | 0                | 3                | 3                |   |           |             |             |             |             |  |            |       |       |       |       |  |
|  | RS Berkane       | 0                | 3                | 3                |   |           |             |             |             |             |  | RS Berkane | 2     | 0     | 2     |       |  |
|  |                  |                  |                  |                  |   |           |             |             |             |             |  | RS Berkane | 2     | 0     | 2     |       |  |
|  |                  |                  | Zamalek          | 1                | 1 | 2 (v)     |             |             |             |             |  |            |       |       |       |       |  |
|  | Future           | 1                | Zamalek          | 1                | 1 | 2 (v)     | 1           | 2           |             |             |  |            |       |       |       |       |  |
|  | Future           | 1                |                  |                  |   |           |             |             |             |             |  |            |       |       |       |       |  |
|  | Zamalek          | 2                | 1                | 3                |   |           |             |             |             |             |  |            |       |       |       |       |  |
|  | Zamalek          | 2                | 1                | 3                |   | Zamalek   | 0           | 3           | 3           |             |  |            |       |       |       |       |  |
|  |                  |                  |                  |                  |   | Zamalek   | 0           | 3           | 3           |             |  |            |       |       |       |       |  |
|  |                  |                  | Dreams FC        | 0                | 0 | 0         |             |             |             |             |  |            |       |       |       |       |  |
|  | Stade Malien     | 1                | Dreams FC        | 0                | 0 | 0         | 1           | 2           |             |             |  |            |       |       |       |       |  |
|  | Stade Malien     | 1                |                  |                  |   |           |             |             |             |             |  |            |       |       |       |       |  |
|  | Dreams FC        | 2                | 1                | 3                |   |           |             |             |             |             |  |            |       |       |       |       |  |
|  | Dreams FC        | 2                | 1                | 3                |   |           |             |             |             |             |  |            |       |       |       |       |  |
|  |                  |                  |                  |                  |   |           |             |             |             |             |  |            |       |       |       |       |  |

### Cuartos de final
| Ida; 31 de marzo de 2024 | Rivers United  | 1:0     | USM Alger | Godswill Akpabio International Stadium, Uyo |                             |
| 21:00 UTC+02:00          | - Okejepha 10' | Reporte |           | Árbitro(s): Samuel Uwikunda                 | Árbitro(s): Samuel Uwikunda |

| Vuelta; 7 de abril de 2024 | USM Alger        | 2:0     | Rivers United | Stade du 5 Juillet, Algiers           |                                       |
| 21:00 UTC+02:00            | - Kanou 37', 74' | Reporte |               | Árbitro(s): Pacifique Ndabihawenimana | Árbitro(s): Pacifique Ndabihawenimana |

| Ida; 31 de marzo de 2024 | Abu Salim | 0:0     | RS Berkane | Benina Martyrs Stadium, Benghazi  |                                   |
| 21:00 UTC+02:00          |           | Reporte |            | Árbitro(s): Omar Abdulkadir Artan | Árbitro(s): Omar Abdulkadir Artan |

| Vuelta; 7 de abril de 2024 | RS Berkane                              | 3:2     | Abu Salim                    | Stade Municipal de Berkane, Berkane |                              |
| 22:00 UTC+00:00            | - Bassène 68' - Tahif 72' - Dayo 90+15' | Reporte | - Al Abani 47' - Aleiyan 83' | Árbitro(s): Mohammad Maarouf        | Árbitro(s): Mohammad Maarouf |

| Ida; 31 de marzo de 2024 | Future       | 1:2     | Zamalek                              | Al Salam Stadium, Cairo |                         |
| 14:00 UTC+01:00          | - Yasser 35' | Reporte | - Mathlouthi 45+4' - Zizo 88' (pen.) | Árbitro(s): Jalal Jayed | Árbitro(s): Jalal Jayed |

| Vuelta; 7 de abril de 2024 | Zamalek     | 1:1     | Future      | Cairo International Stadium, Cairo |                              |
| 22:00 UTC+01:00            | - Hamdi 66' | Reporte | - Ngwem 18' | Árbitro(s): Mustapha Ghorbal       | Árbitro(s): Mustapha Ghorbal |

| Ida; 31 de marzo de 2024 | Stade Malien | 1:2     | Dreams FC               | Stade du 26 Mars, Bamako           |                                    |
| 17:00 UTC+00:00          | - Diaby 53'  | Reporte | - Antwi 66', 73' (pen.) | Árbitro(s): Patrice Tanguy Mebiame | Árbitro(s): Patrice Tanguy Mebiame |

| Vuelta; 7 de abril de 2024 | Dreams FC   | 1:1     | Stade Malien | Baba Yara Stadium, Kumasi         |                                   |
| 16:00 UTC+00:00            | - Simba 70' | Reporte | - Diaby 59'  | Árbitro(s): Bamlak Tessema Weyesa | Árbitro(s): Bamlak Tessema Weyesa |

### Semifinales
| Ida; 21 de abril de 2024 | USM Alger | 0:3     | RS Berkane | Stade du 5 Juillet, Algiers         |                                     |
| 20:00 UTC+01:00          |           | Reporte |            | Árbitro(s): Abdel Aziz Mohamed Bouh | Árbitro(s): Abdel Aziz Mohamed Bouh |

| Vuelta; 28 de abril de 2024 | RS Berkane | 3:0     | USM Alger | Stade Municipal de Berkane, Berkane   |                                       |
| 20:00 UTC+01:00             |            | Reporte |           | Árbitro(s): Jean Jacques Ndala Ngambo | Árbitro(s): Jean Jacques Ndala Ngambo |

| Ida; 21 de abril de 2024 | Zamalek | 0:0     | Dreams FC | Cairo International Stadium, Cairo |                             |
| 18:00 UTC+00:00          |         | Reporte |           | Árbitro(s): Samuel Uwikunda        | Árbitro(s): Samuel Uwikunda |

| Vuelta; 28 de abril de 2024 | Dreams FC | 0:3     | Zamalek                                        | Baba Yara Stadium, Kumasi         |                                   |
| 16:00 UTC+00:00             |           | Reporte | - Mathlouthi 12' - Akinyoola 27' - Shalaby 59' | Árbitro(s): Alhadi Allaou Mahamat | Árbitro(s): Alhadi Allaou Mahamat |

### Final
| Ida; 12 de mayo de 2024 | Berkane                       | 2:1     | Zamalek      | Stade Municipal de Berkane, Berkane                      |                                                          |
| 20:00 UTC+01:00         | - Dayo 13' (pen.) - Tahif 32' | Reporte | - Jaziri 46' | Asistencia: 10.000 espectadores Árbitro(s): Peter Waweru | Asistencia: 10.000 espectadores Árbitro(s): Peter Waweru |

| Vuelta; 19 de mayo de 2024 | Zamalek     | 1:0     | Berkane | Cairo International Stadium, Cairo                  |                                                     |
| 20:00 UTC+03:00            | - Hamdi 23' | Reporte |         | Asistencia: 52.000 espectadores Árbitro(s): Issa Sy | Asistencia: 52.000 espectadores Árbitro(s): Issa Sy |

|                             |
| Bandera de Egipto           |
| Campeón Zamalek 2.do título |